# Аркейд (Нью-Йорк)
Аркейд (англ. Arcade) — місто (англ. town) в США, в окрузі Вайомінг штату Нью-Йорк. Населення — 4187 осіб (2020).

## Демографія
Згідно з переписом 2010 року, у місті мешкало 4205 осіб у 1791 домогосподарстві у складі 1126 родин. Було 1975 помешкань
Расовий склад населення:
| - 97,4 % — білих - 0,5 % — азіатів - 0,4 % — корінних американців - 0,4 % — чорних або афроамериканців |

До двох чи більше рас належало 1,2 %. Частка іспаномовних становила 1,2 % від усіх жителів.
За віковим діапазоном населення розподілялося таким чином: 23,5 % — особи молодші 18 років, 61,8 % — особи у віці 18—64 років, 14,7 % — особи у віці 65 років та старші. Медіана віку мешканця становила 40,6 року. На 100 осіб жіночої статі у місті припадало 95,3 чоловіків;  на 100 жінок у віці від 18 років та старших — 95,1 чоловіків також старших 18 років.
Середній дохід на одне домашнє господарство  становив 54 986 доларів США (медіана — 41 875), а середній дохід на одну сім'ю — 64 347 доларів (медіана — 54 318). Медіана доходів становила 41 912 долари для чоловіків та 36 875 доларів для жінок. За межею бідності перебувало 17,8 % осіб, у тому числі 31,3 % дітей у віці до 18 років та 8,0 % осіб у віці 65 років та старших.
Цивільне працевлаштоване населення становило 1947 осіб. Основні галузі зайнятості: виробництво — 15,8 %, освіта, охорона здоров'я та соціальна допомога — 15,6 %, мистецтво, розваги та відпочинок — 13,3 %, роздрібна торгівля — 11,8 %.